# Buhuși
Buhuși è una cittadina della Romania di 19 892 abitanti, ubicata nel distretto di Bacău, nella regione storica della Moldavia.
Buhuși ha subito diversi cambiamenti di denominazione. Infatti, viene citata da un documento del 1438, con il nome Bodești ed è stata successivamente chiamata Bodeștii lui Buhuș, Bodeștii Buhușoaiei, Buhuș, tutti nomi derivanti da quello della famiglia di boiardi Buhuș, signori della zona. Alcuni studiosi affermano che in passato la città ha avuto anche nome București, oggi nome in romeno della capitale Bucarest.
Il fatto storico più importante della storia di Buhuși è la battaglia avvenuta nella località Orbic (oggi quartiere della città), vinta da Ștefan cel Mare, mentre marciava verso Suceava, contro Petru Aron il 14 aprile 1457.
La città ha dato i natali allo storico Gheorghe Platon ed a Mircea Grosaru, rappresentante della minoranza etnica italiana in Romania.